# Brodetto alla sambenedettese
Il brodetto alla sambenedettese (in sambenedettese: lu vredétte) è un brodetto di pesce tipico della zona di San Benedetto del Tronto e della Riviera delle Palme.

## Descrizione
Il brodetto alla sambenedettese è una zuppa di pesce, senza pomodoro (al limite con pomodoro verde) e con l'aggiunta di peperoni e aceto.
Ha costituito per secoli il principale elemento del pasto dei marittimi. Ha un'origine prettamente popolare derivata dall'abitudine della gente di mare di cucinare, direttamente a bordo, quella parte del pescato non destinabile alla vendita, sia per la qualità (poco richiesta), sia per la taglia troppo piccola e sia infine per l'insufficienza quantitativa; da tale mescolanza di pesci, buoni seppur non di grandi dimensioni, nasce il brodetto.
Non esiste una ricetta codificata del brodetto, vi sono molte variazioni sul tema. C'è il brodetto di barca (preparato ancora dai marinai appunto a bordo) fatto con i pesci che sono a disposizione ed un brodetto, che sopravvive in alcune famiglie, più rigoroso nella ricerca di specie di pesci appropriati.
C'è il brodetto di ristorante che ha inserito scampi o canocchie, vongole o cozze, irreperibili nelle ricette più tradizionali.

## Gli ingredienti
Gli ingredienti principale della ricetta originale sono:
- 1 kg pesce (coda di rospo, gallinelle, razze, pesce prete, scorfano, sgombri di piccola grandezza, triglia, merluzzo, palombo)
- 1 seppia grande
- 3 pomodori verdi
- 2 peperoni verdi
- 1 bicchiere aceto di vino bianco
- 1 cipolla
- olio extravergine d'oliva e sale (quanto basta)

## Preparazione
In una casseruola o tegame in terracotta capiente rosolare la cipolla tritata con il peperoncino sott'olio. Appena sarà ben dorato unire i calamari e le seppie tritati, sfumare con vino bianco, aggiungere pomodori verdi e peperoni rossi e verdi, puliti e tagliati, e lasciare cuocere per qualche minuto. Aggiungere i vari pesci rimasti e aggiustare di sale, aggiungere un po' di aceto di vino bianco e lasciare cuocere a fuoco lento con il coperchio. Servire la zuppa con crostini di pane raffermo.

## Manifestazioni

### Benedetto Brodetto
L'evento di tipo gastronomico-culturale intende valorizzare principalmente il brodetto alla sambendettese, la cucina marinara locale e dell'Adriatico.Nelle serate si ha la possibilità di degustazioni e aperitivi di vini e birre artigianali marchigiane, in abbinamento al Brodetto alla Sambenedettese.La manifestazione prevede anche eventi culturali sulle tradizione marinara locale.Si svolge ogni anno nel mese di agosto a San Benedetto del Tronto nella centrale piazza Carlo Giorgini.